# 暖爐小馬聚會
暖爐小馬聚會（英語：Hearth's Warming Con，簡稱HWcon）是曾於荷蘭舉辦，以動畫《彩虹小馬：友情就是魔法》為主題的國際影迷會展，其名稱是取自劇集中的虛構節日暖心夜（Hearth Warming Eve）。首屆活動於2015年2月21日在北荷兰省霍夫多普舉行。在2015年至2020年期間，這是唯一於荷蘭舉行的彩虹小馬影迷聚會。

## 歷史
暖爐小馬聚會共舉行過4屆，分別於2015年、2016年、2018年、2020年舉辦。2020年主辦方已宣布該屆活動為最後一屆。另一方面，未來荷蘭將籌畫新的會展『PonyCon Holland』（兩者的籌辦單位不同）。
| 屆次 | 日期                  | 地點                              |
| ---- | --------------------- | --------------------------------- |
| 1    | 2015年2月21日         | 霍夫多普 福克活動中心             |
| 2    | 2016年2月26日至28日   | 霍夫多普 福克活動中心             |
| 3    | 2018年2月17至18日     | 哈勒姆 Schoter Scholengemeenschap |
| 4    | 2020年2月28日至3月1日 | 比耶夫惠岑 哈伊勒默米爾展覽館     |

## 吉祥物
主要吉祥物Ember是一隻橘色的雌性小馬，鬃毛為紅、白、藍相間，配色分別象徵荷蘭國色與國旗；頭上戴有荷蘭傳統帽飾，身體上的標記為紅色鬱金香和木鞋。她還有一個弟弟Glace。

## 外部連結
- 官方網站 （页面存档备份，存于） （英文）
- 官方Twitter （页面存档备份，存于）
- 2015年活動簡介